# Olympische Sommerspiele 2008/Teilnehmer (Grenada)
| Gelbes Symbol für Goldmedaillen mit stilisierten Olympischen Ringen | Graues Symbol für Silbermedaillen mit stilisierten Olympischen Ringen | Braundes Symbol für Bronzemedaillen mit stilisierten Olympischen Ringen |
| ------------------------------------------------------------------- | --------------------------------------------------------------------- | ----------------------------------------------------------------------- |
| —                                                                   | —                                                                     | —                                                                       |

Grenada nahm bei den Olympischen Spielen 2008 in Peking zum siebten Mal an Olympischen Sommerspielen teil. Die Olympiamannschaft bestand aus neun Athleten.

## Teilnehmer nach Sportart

### Boxen
- Rolande Moses
Männer, bis 69 kg: in der 1. Runde ausgeschieden

### Leichtathletik
- Trish Bartholomew
Frauen, 400 m, im Vorlauf ausgeschieden (52,88 s)
- Neisha Bernard-Thomas
Frauen, 800 m, im Viertelfinale ausgeschieden (2:01,84 min)
Stellte in der Vorrunde mit 2:00,09 min einen neuen Nationalrekord auf.
- Sherry Fletcher
Frauen, 100 m, im Vorlauf ausgeschieden (11,65 s)
- Alleyne Francique
Männer, 400 m, im Vorlauf ausgeschieden (46,15 s)
- Alison George
Frauen, 200 m, im Viertelfinale ausgeschieden (23,77 s)
- Randy Lewis
Männer, Dreisprung, 15. Platz (17,06 m)
- Joel Phillip
Männer, 400 m, im Vorlauf ausgeschieden (46,30 s)
- Patricia Sylvester
Frauen, Weitsprung, 21. Platz (6,44 m)